# Over the Pop
Over the Pop è il terzo album di inediti della cantante italiana Sabrina Salerno.

## Il disco
Il disco esce nel 1990 e risulta essere più maturo rispetto ai precedenti. Abbandona infatti, oltre allo storico produttore Claudio Cecchetto, le sonorità disco che l'avevano contraddistinta in favore del dance pop, del pop e del pop rock. Da questo disco, tra l'altro, la Salerno comincia a partecipare alla scrittura e alla produzione dei suoi dischi.
Il primo singolo estratto è la hit estiva del 1990 Yeah Yeah, presentata con successo al Festivalbar di quell'anno.
Dopo la partecipazione di Sabrina al Festival di Sanremo 1991 con il brano Siamo donne, canzone presentata in coppia con Jo Squillo (poi usata anche come sigla del programma TV Moda, condotto dalla stessa Squillo e andato in onda inizialmente su Rete 4 e poi su Italia 1), prima canzone cantata in italiano e primo duetto in assoluto di Sabrina, l'album viene ristampato e ridistribuito nei negozi nel marzo di quell'anno, con incluso Siamo donne e un remix di Yeah Yeah al posto del brano originale.
Di seguito viene estratto il terzo e ultimo singolo dell'album Shadows of the Night, pubblicato il 29 giugno 1991, e vengono prodotti due videoclip per il singolo promozionale Dirty Boy Look e il brano With a Boy Like You.

## Tracce

### Edizione originale 1990
1. "Yeah Yeah" - 4:01
2. "Vola" - 3:35
3. "Dirty Boy Look" - 4:27
4. "With a Boy Like You" - 4:46
5. "Yesterday Once More" - 4:11
6. "Shadows of the Night" - 4:25
7. "Afraid to Love" - 4:40
8. "Promises in the Dark" - 4:18
9. "You Can Get It If You Really Want" - 4:15
10. "Love Dream" - 4:29
11. "Domination" - 4:11
12. "Love Is Like Magic" - 4:23

### Seconda edizione 1991
1. "Siamo donne" (con Jo Squillo) - 3:38
2. "Promises in the Dark" - 4:18
3. "Vola" - 3:35
4. "You Can Get It If You Really Want" - 4:15
5. "Dirty Boy Look" - 4:27
6. "Domination" - 4:11
7. "Love Is Like Magic" - 4:23
8. "Yeah Yeah" (Remix) - 4:20
9. "Afraid to Love" - 4:40
10. "Love Dream" - 4:29
11. "With a Boy Like You" - 4:46
12. "Yesterday Once More" - 4:11
13. "Shadows of the Night" - 4:25
14. "Yeah Yeah" (a cappella) - 1:30